# Henryk Tycner
Henryk Tycner (ur. 22 czerwca 1924 w Poznaniu, zm. 28 grudnia 1990) – polski dziennikarz i korespondent, redaktor naczelny Kuriera Polskiego (1963–1969).

## Życiorys
Urodził się w rodzinie polskich kolejarzy w Wielkopolsce (ojciec był powstańcem wielkopolskim, matka brała udział w strajku wrzesińskim). Kształcił się w Gimnazjum im. Adama Mickiewicza w Poznaniu. W 1945 walczył jako tzw. cytadelowiec, szturmując Fort Winiary.
Po II wojnie światowej zaangażowany w dziennikarstwo. Pracował jako korespondent w NRD i RFN. W latach 1959–1963 był sekretarzem Stowarzyszenia Dziennikarzy Polskich. Od 1963 do 1969 pełnił obowiązki redaktora naczelnego związanego z SD „Kuriera Polskiego”. W stanie wojennym stanął na czele redakcji czasopisma „Rzeczywistość”. W latach 1983–1986 był zatrudniony w ambasadzie PRL w Austrii.
Według materiałów zgromadzonych w archiwum Instytutu Pamięci Narodowej był w latach 1965–1973 zarejestrowany jako tajny współpracownik Służby Bezpieczeństwa PRL o pseudonimach „Artur” i „Efor”.
Odznaczony Krzyżem Oficerskim Orderu Odrodzenia Polski, Medalem Rodła oraz Złotą odznaką honorową TPPR (1968). Został pochowany na Cmentarzu Komunalnym Północnym w Warszawie.